# 4893 Зайтер
4893 Зайтер (4893 Seitter) — астероїд головного поясу, відкритий 9 серпня 1986 року.
Тіссеранів параметр щодо Юпітера — 3,158.